# Хуан Калатаюд
Хуан Хесус Калатаюд Санчес (ісп. Juan Jesús Calatayud Sánchez; нар. 21 грудня 1979, Антекера, Іспанія) — іспанський футболіст, воротар клубу «Еркулес».

## Кар'єра
Після закінчення футбольної школи «Малаги» пішов в оренду в клуб Сегунди Б «Альхесірас». Відігравши там сезон, повернувся в «Малагу». Дебют Хуана Калатаюда відбувся 29 жовтня 2003 року проти «Атлетика» з Більбао. «Малага» програла 1:2. У підсумку, не закріпившись в основі команди, відправився в річну оренду в «Хетафе».
Повернувшись з оренди, підписав контракт з «Расінгом». Після двох сезонів, у яких Хуан провів лише 7 офіційних ігор, він знайшов продовження своєї кар'єри в клубі іспанської Сегунди «Еркулес», і в липні 2008 року підписав з ним дворічний контракт. У першому сезоні Калатаюд пропустив лише один матч чемпіонату. А в сезоні 2009/10 його команда частіше від інших зберігала свої ворота в недоторканності і вийшла в Прімеру, вперше за 13 років.